# KkStB 108 sorozat
A kkStb 108 egy gyorsvonati szerkocsisgőzmozdony-sorozat volt az osztrák cs. kir. Államvasutaknál (k.k. österreichischen Staatsbahnen, kkStB) és a Déli Vasútnál (Südbahn, SB)

## Története
Egyidejűleg az ÖNWB XVIb és kkStB 106 sorozatokkal a  kkStB  is üzembe állította 1901-ben  új 2'B1” tengelyelrendezésű sorozatát. Karl Gölsdorf csak több éves tanulmányozás után kezdett neki először a sorozat építésének. Ez a 108 sorozatba osztott gép volt az első négyhengeres kompaund mozdony  ezzel a tengelyelrendezéssel. Mind a négy henger az első tengelyt hajtotta. A 108-as könnyen elérte a 143 km/h sebességet, de  jelzés- és fékezéstechnikai okokból csak  legfeljebb 100 km/h sebességgel közlekedhetett. . Tartósan 1400 LE,  csúcsteljesítménye 1600 LE volt.. A Gölsdorf  új konstrukciójú 86 sorozatú szerkocsi a 108-as nagy hatótávolságú közlekedését tette lehetővé.
1910-ig 25 db készült  a sorozat mozdonyaiból az Első Cseh Morva Gépgyárban (Böhmisch-Mährischen Maschinenfabrik, BMM), a Bécsújhelyi Mozdonygyárban és a Steg mozdonygyárában. Ezeket a mozdonyokat a Déli Vasútnak a rövidebb fordítókorongok miatt násféle háromtengelyes szerkocsival szerelték.
Az első világháború után a kkStB 108-asok a Csehszlovák Államvasutakhoz (ČSD) kerültek ahol a 275.0 sorozatszámot kapták. A ČSD ezeket a mozdonyokat 1948-ig használta. A Déli Vasút 108-asai az államosítás után az Osztrák Szövetségi Vasutakhoz (Bundesbahnen Österreiche, BBÖ) kerültek ahol 1934-ig kivonták őket az állományból.

## Képgaléria

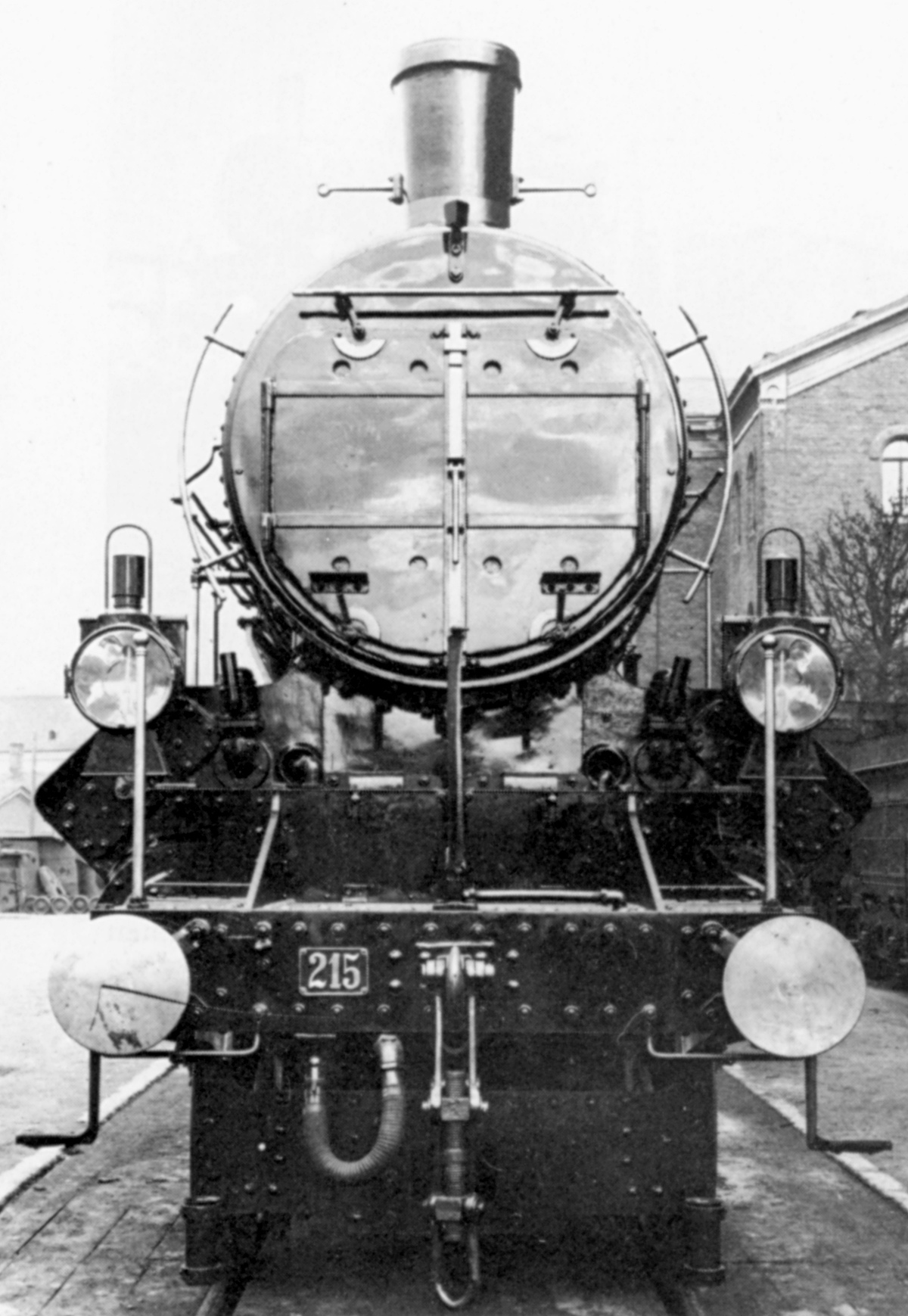
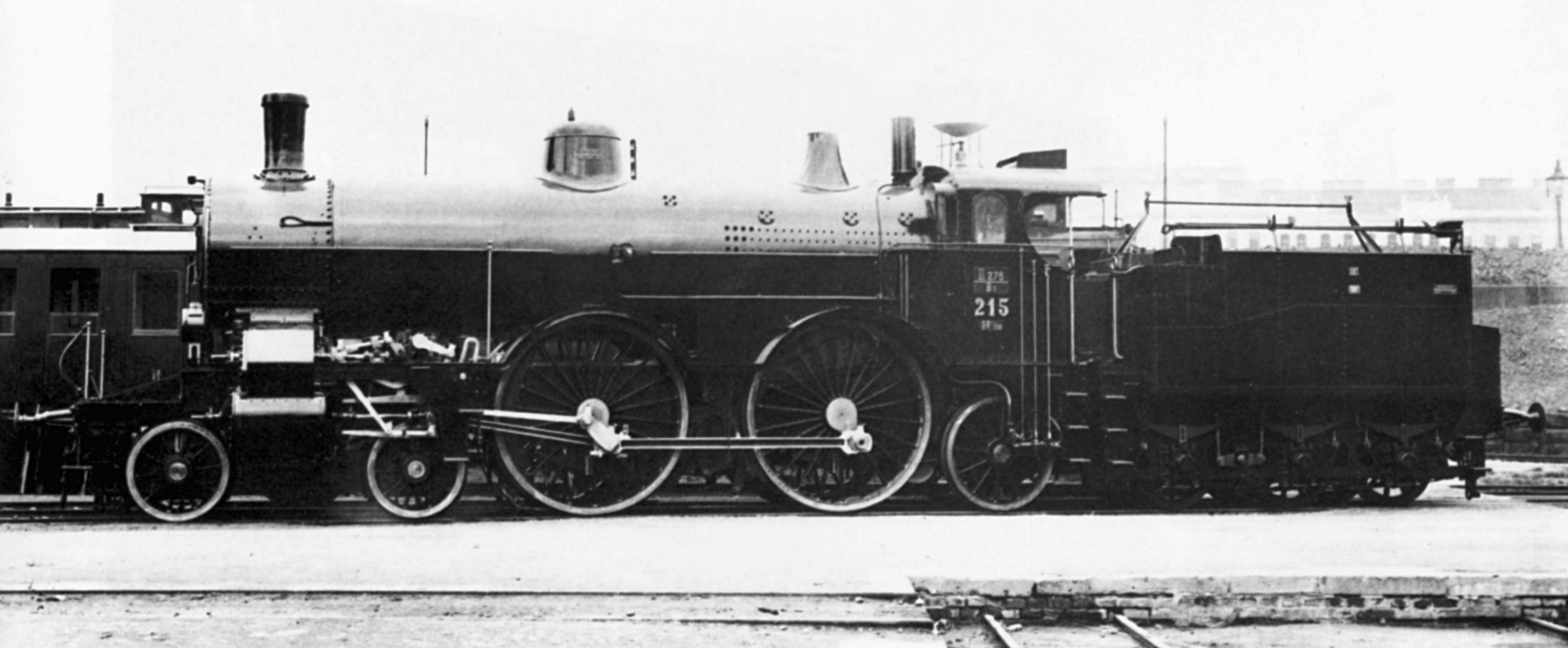
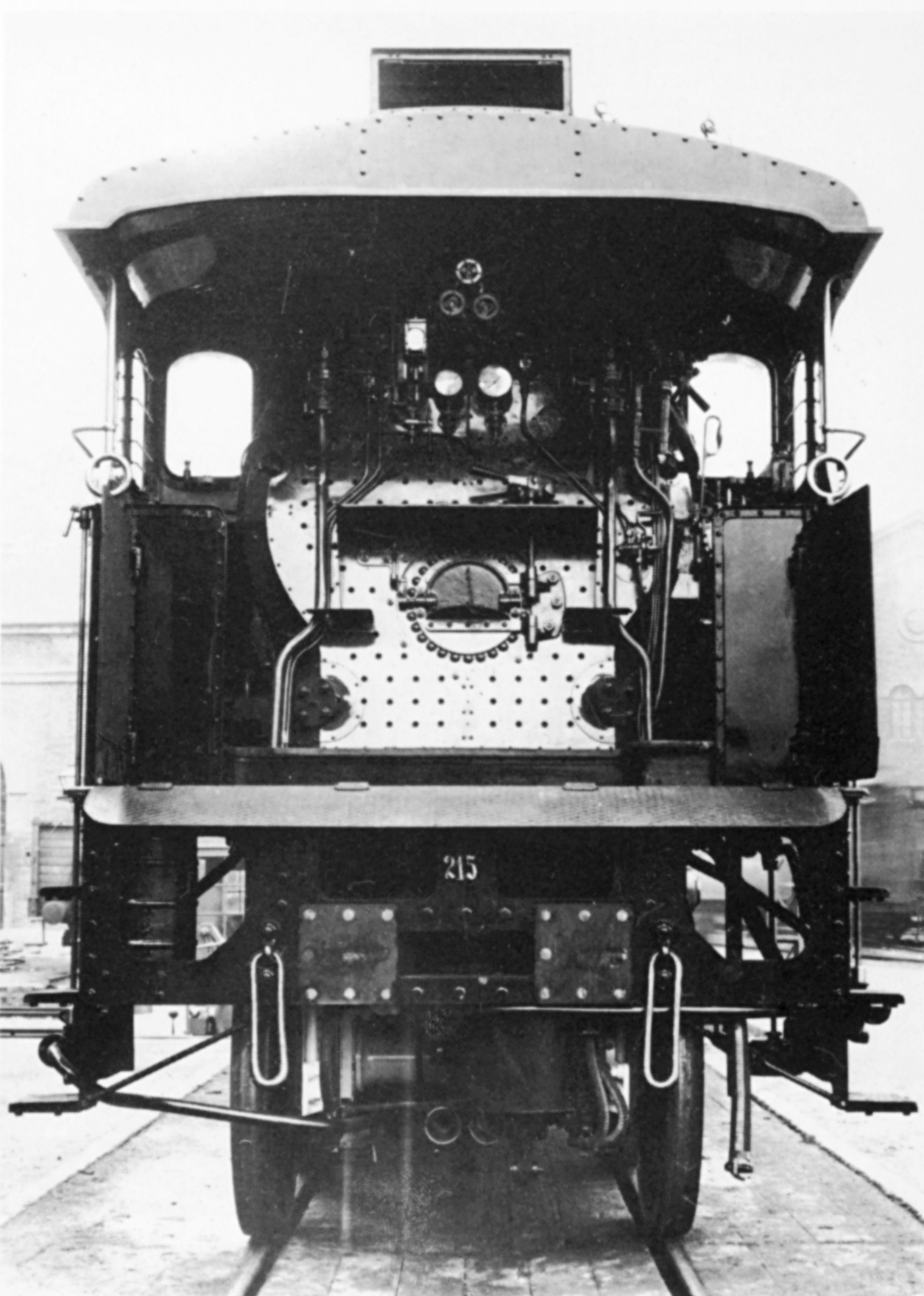

## Fordítás
- Ez a szócikk részben vagy egészben  a   kkStB 108 című német Wikipédia-szócikk fordításán alapul.  Az eredeti cikk szerkesztőit annak laptörténete sorolja fel. Ez a jelzés csupán a megfogalmazás eredetét és a szerzői jogokat jelzi, nem szolgál a cikkben szereplő információk forrásmegjelöléseként.